# 1984.
◄ | 19. stoljeće | 20. stoljeće | 21. stoljeće | ►
◄ | 1950-ih | 1960-ih | 1970-ih | 1980-ih | 1990-ih | 2000-ih | 2010-ih | ►
◄◄ | ◄ | 1981. | 1982. | 1983. | 1984. | 1985. | 1986. | 1987. | ► | ►►
Arhitektura • Astronautika • Astronomija • Biologija • Film • Fotografija • Glazba • Kazalište • Kemija • Kiparstvo • Knjige • Književnost • Kršćanstvo • Meteorologija • Medicina • Planinarstvo • Politika • Pravo • Promet • Slikarstvo • Strip • Šport • Televizija • Znanost • Zrakoplovstvo • Željeznički promet

## Događaji
- 24. siječnja – Apple Macintosh pušten u prodaju
- 8. veljače – 19. veljače – XIV. ZOI u Sarajevu
- 20. travnja – Bugarin Hristo Prodanov osvojio je Mount Everest.
- 8./9. svibnja – Održan Nacionalni euharistijski kongres u Mariji Bistrici. Unatoč pokušajima miniranja od strane komunističkih vlasti, na svečanoj se misi okupilo više od 400.000 vjernika iz svih dijelova SFRJ i inozemstva.
- 28. srpnja – 12. kolovoza – XXIII. OI u Los Angelesu
- 4. kolovoza – Afrička republika Gornja Volta mijenja ime u Burkina Faso
- 31. listopada – 2 tjelohranitelja ubila indijsku premijerku Indiru Gandhi zbog njezine nepravedne politike prema pripadnicima religije Sikh
- 25. studenog – Formiran Band Aid koji skuplja novac za gladne u Etiopiji
- 3. prosinca – Katastrofa u Bhopalu, iz tvornice pesticida Union Carbide iscurio otrov koji je ubio oko 20 000 ljudi a zbog čega su još deseci tisuća ljudi oboljeli kroz sljedećih desetak godina

## Rođenja

### Siječanj – ožujak
- 13. siječnja – Raif Badawi, saudijski aktivist
- 15. siječnja – Zuzana Rehák-Štefečeková, slovačka streljačica
- 30. siječnja – Kid Cudi, američki hip-hoper
- 1. veljače – Emina Arapović, hrvatska pjevačica
- 21. veljače – David Odonkor, njemački nogometaš
- 26. veljače – Beren Saat, turska glumica
- 28. veljače – Laura Asadauskaitė, litavska športašica
- 28. veljače – Natalia Vodianova, ruska manekenka
- 29. veljače – Martina Vrbos, hrvatska pjevačica
- 6. ožujka – Iva Visković, hrvatska glumica
- 10. ožujka – Olivia Wilde, američka glumica
- 20. ožujka – Fernando Torres, španjolski nogometaš
- 30. ožujka – Mario Ančić, hrvatski tenisač

### Travanj – lipanj
- 18. travnja – America Ferrera, američka glumica
- 22. travnja – Michelle Ryan, engleska glumica
- 26. travnja – Ivan Zak, hrvatski pjevač pop-folk glazbe
- 8. svibnja – Sandra Šarić, hrvatska tekvandoašica
- 11. svibnja – Andrés Iniesta, španjolski nogometaš
- 13. svibnja – Lil Ugly Mane (Travis Miller), američki reper, pjevač i glazbenik
- 6. lipnja – Igor Cukrov, hrvatski pjevač
- 9. lipnja – Wesley Sneijder, nizozemski nogometaš
- 10. lipnja – Davor Filipović, hrvatski političar
- 23. lipnja – Duffy, velška pjevačica
- 24. lipnja – Kristina Anđelka Đopar, hrvatska operna pjevačica

### Srpanj – rujan
- 3. srpnja – Marko Tolja, hrvatski pjevač
- 15. srpnja – Veronika Velez-Zuzulová, slovačka alpska skijašica
- 18. srpnja – Irfan Peljto, bosanskohercegovački nogometni sudac
- 10. kolovoza – Ryan Eggold, američki glumac
- 13. kolovoza – Niko Kranjčar, hrvatski nogometaš
- 14. kolovoza – Vanda Winter, hrvatska glumica i pjevačica
- 23. kolovoza – Ashley Williams, velški nogometaš
- 7. rujna – Vjera Zvonarjeva, ruska tenisačica
- 8. rujna – Vitalij Petrov, ruski vozač Formule 1
- 21. rujna – Wale, američki reper
- 25. rujna – Lana Kos, hrvatska operna pjevačica

### Listopad – prosinac
- 2. listopada – Marion Bartoli, francuska tenisačica
- 3. listopada – Ashlee Simpson, američka pjevačica i glumica
- 10. listopada – Iva Bagić, hrvatska TV voditeljica († 2010.)
- 14. listopada – Federico Coppitelli, talijanski nogometni trener
- 21. listopada – Jelena Jovanova, makedonska glumica
- 25. listopada – Katy Perry, američka pjevačica
- 25. listopada – Marko Primorac, hrvatski ekonomist i političar
- 25. listopada – Karolina Šprem, hrvatska tenisačica
- 27. listopada – Kelly Osbourne, engleska pjevačica
- 31. listopada – Rade Radolović, hrvatski glumac
- 7. studenoga – Lana Jurčević, hrvatska pjevačica
- 9. studenoga – French Montana, marokansko-američki reper
- 22. studenoga – Scarlett Johansson, američka glumica
- 26. studenoga – Bernard Lonergan, kanadski filozof (* 1904.)
- 28. studenoga – Andrew Bogut, australski košarkaš
- 10. prosinca – Frano Ridjan, hrvatski televizijski voditelj
- 14. prosinca – Nika Fleiss, hrvatska skijašica
- 22. prosinca – Basshunter, pjevač, glazbeni producent i DJ
- 30. prosinca – LeBron James, američki košarkaš

## Smrti

### Siječanj – ožujak
- 20. siječnja – Johnny Weissmüller, američki plivač i glumac (* 1904.)
- 12. veljače – Julio Cortázar, argentinski književnik (* 1914.)
- 20. veljače – Fikret Amirov, sovjetski azerbajdžanski skladatelj (* 1922.)
- 26. ožujka – Branko Ćopić, bosanskohercegovački književnik (* 1915.)

### Travanj – lipanj
- 12. travnja – Stjepan Mihalić, hrvatski književnik (*1901.)
- 2. svibnja – Sandra Sabattini, talijanska blaženica (* 1961.)
- 22. lipnja – Pavao Bačić, hrvatski književnik i skladatelj (* 1921.)

### Srpanj – rujan
- 3. srpnja – Anton Dolenc, hrvatski elektrotehnički stručnjak, inženjer elektrostrojarstva i izumitelj (* 1905.)
- 12. srpnja – Vika Podgorska, slovenska glumica (* 1898.)
- 27. srpnja – James Mason, britanski glumac (* 1909.)
- 5. kolovoza – Richard Burton, britanski filmski glumac (* 1925.)
- 13. kolovoza – Tigran Petrosjan, armenski šahist (* 1929.)
- 17. kolovoza – Nenad Brixy, hrvatski novinar i književnik (* 1924.)
- 7. rujna – Josif Slipij, ukrajinski grkokatolički kardinal (* 1892.)

### Listopad – prosinac
- 19. listopada – Jerzy Popiełuszko, poljski svećenik (* 1947.)
- 20. listopada – Carl Ferdinand Cori, američki biokemičar i nobelovac (* 1896.)
- 31. listopada – Indira Gandhi, indijska političarka (* 1917.)
- 6. studenoga – Joža Gregorin, hrvatski glumac (* 1913.)
- 8. prosinca – Walter Joseph Ciszek, američki misionar (* 1904.)
- 10. prosinca – Ljudevit Pelzer, hrvatski arhitekt  (* 1912.)
- 14. prosinca – Vicente Aleixandre, španjolski književnik (* 1898.)

## Nobelova nagrada za 1984. godinu
- Fizika: Carlo Rubbia i Simon van der Meer
- Kemija: Robert Bruce Merrifield
- Fiziologija i medicina: Niels Kaj Jerne, Georges J. F. Köhler i César Milstein
- Književnost: Jaroslav Seifert
- Mir: Desmond Tutu
- Ekonomija: Richard Stone

## Vanjske poveznice
|  | Zajednički poslužitelj ima još gradiva o temi 1984. |